# A magyar labdarúgó-válogatott mérkőzései 2000-ben
A magyar labdarúgó-válogatott 2000-ben 9 mérkőzést játszott. Az esztendő utolsó találkozója, a Macedónai elleni barátságos mérkőzés a szünetben félbeszakadt. Az évben mindössze két tétmérkőzést játszott a válogatott, ezeket a 2002-es labdarúgó-világbajnokság selejtezőinek keretein belül rendezték meg. Olaszország ellen a Bicskei Bertalan irányította csapat hatalmas meglepetésre 2–2-es döntetlen tért el, Horváth Ferenc két gólt szerzett, míg az olaszok mindkét gólja Filippo Inzaghi nevéhez fűződik. A második vb-selejtezőn Litvánia ellen idegenben 6–1-es győzelmet aratott a magyar nemzeti csapat, azon a mérkőzésen Fehér Miklós mesterhármast szerzett. A válogatott mérlege 3 győzelem (Észak-Írország, Izrael és Litvánia ellen, valamint a Macedónia elleni félbeszakadt mérkőzés is 1–0-s magyar vezetésnél ért véget), 4 döntetlen (Lengyelország, Szaúd-Arábia, Ausztria és Olaszország ellen, és mindössze 1 vereség, az Ausztrália elleni első találkozón. Az évben négy játékos szerzett gólt: Horváth Ferenc volt a legeredményesebb 7 találattal, Fehér Miklós 4, Illés Béla 3, Lisztes Krisztián pedig egyszer volt eredményes.

## Eredmények
Barátságos mérkőzés
| 2000. február 23. |

| Magyarország | 0–3                           | Ausztrália                      |
| ------------ | ----------------------------- | ------------------------------- |
|              | (0–1) (Jegyzőkönyv) Részletek | Laybutt 12' Skoko 72' Moore 90' |

| Üllői úti Stadion, Budapest Nézőszám: 15 000 Játékvezető: Dietmar Drabek (osztrák) |

Barátságos mérkőzés
| 2000. március 29. 20:15 |

| Magyarország | 0–0                   | Lengyelország |
| ------------ | --------------------- | ------------- |
|              | Jegyzőkönyv Részletek |               |

| Debrecen Nézőszám: 7 000 Játékvezető: Zoran Arsić (jugoszláv) |

Barátságos mérkőzés
| 2000. április 26. 20:00 |

| Észak-Írország | 0–1                         | Magyarország                      |
| -------------- | --------------------------- | --------------------------------- |
| Healy          | (0–0) Jegyzőkönyv Részletek | Horváth F. 61' Fehér Cs. Sebők V. |

| Windsor Park, Belfast Nézőszám: 7 600 Játékvezető: Ceri Richards (walesi) |

Barátságos mérkőzés
| 2000. május 31. |

| Magyarország       | 2–2                         | Szaúd-Arábia                 |
| ------------------ | --------------------------- | ---------------------------- |
| Horváth F. 18' 79' | (1–0) Jegyzőkönyv Részletek | Talal 90+1' el-Dzsáber 90+2' |

| Győr Nézőszám: 6 000 Játékvezető: Drago Koš (szlovén) |

Barátságos mérkőzés
| 2000. június 3. 18:00 |

| Magyarország             | 2–1                         | Izrael       |
| ------------------------ | --------------------------- | ------------ |
| Illés 46' Horváth F. 51' | (0–0) Jegyzőkönyv Részletek | Balili 90+2' |

| Fáy utcai Stadion, Budapest Nézőszám: 4 000 Játékvezető: Željko Širić (horvát) |

Barátságos mérkőzés
| 2000. augusztus 16. 20:30 |

| Magyarország | 1–1                         | Ausztria     |
| ------------ | --------------------------- | ------------ |
| Illés 33'    | (1–0) Jegyzőkönyv Részletek | Kirchler 67' |

| Népstadion, Budapest Nézőszám: 3 000 Játékvezető: Jaroslav Jára (cseh) |

2002-es labdarúgó-világbajnokság-selejtező
| 2000. szeptember 3. 20:45 |

| Magyarország                     | 2–2                         | Olaszország                                |
| -------------------------------- | --------------------------- | ------------------------------------------ |
| Horváth F. 29' 78' Fehér Cs. 59' | (1–2) Jegyzőkönyv Részletek | F. Inzaghi 26' 35' Totti 61' Albertini 89' |

| Népstadion, Budapest Nézőszám: 51 336 Játékvezető: Graham Barber (angol) |

2002-es labdarúgó-világbajnokság-selejtező
| 2000. október 11. 20:30 |

| Litvánia                                  | 1–6                         | Magyarország                                                        |
| ----------------------------------------- | --------------------------- | ------------------------------------------------------------------- |
| Buitkus 71' Radžius 4′, 60′ Gražiūnas 83' | (0–2) Jegyzőkönyv Részletek | Illés 25' Fehér M. 36' 61' 72' Horváth F. 67' Lisztes 84' Hamar 51' |

| Kaunas Nézőszám: 498 Játékvezető: Orhan Erdemir (török) |

Barátságos mérkőzés
| 2000. november 15. |

| Macedónia | félbeszakadt a félidőben    | Magyarország |
| --------- | --------------------------- | ------------ |
|           | (0–1) Jegyzőkönyv Részletek | Fehér M. 5'  |

| Szkopje Nézőszám: 3 000 Játékvezető: Džemal Carlija (bosnyák) |